# Aglais magnilunulata
Aglais magnilunulata är en fjärilsart som beskrevs av Raynor 1909. Aglais magnilunulata ingår i släktet Aglais och familjen praktfjärilar. Inga underarter finns listade i Catalogue of Life.